# Grease (colonna sonora)
Grease: The Original Soundtrack from the Motion Picture è la colonna sonora originale dell'omonimo film del 1978.
Le canzoni di maggior successo dell'album furono quelle scritte appositamente per il film, e cioè You're the One That I Want, Summer Nights, Grease ed Hopelessly Devoted to You nominata all'oscar per la migliore canzone. La colonna sonora ha venduto circa 30 milioni di copie nel mondo.

## Descrizione
L'album arrivò al primo posto della classifica degli album più venduti negli Stati Uniti nell'estate del 1978 per dodici settimane, detronizzando Some Girls dei Rolling Stones, nel Regno Unito per tredici settimane ed in Australia per nove settimane nel 1978, quattro nel 1990, tre nel 1991 ed una nel 1998. In altri paesi è arrivato primo in Austria, Paesi Bassi, Francia, Italia, Svezia, Norvegia e Nuova Zelanda.
Il singolo Summer Nights, che ricorda molto soprattutto nell'introduzione la canzone Pata Pata portata al successo da Miriam Makeba un decennio prima, arriva in prima posizione nel Regno Unito per sette settimane vincendo il disco di platino ed in Irlanda per quattro settimane. In altri paesi raggiunge la prima posizione in Austria ed Olanda, la seconda in Norvegia, la terza in Svezia e Nuova Zelanda, la quinta nella Billboard Hot 100 con il disco d'oro e la settima in Svizzera.
Il brano Hopelessly Devoted to You arriva primo in Irlanda, Paesi Bassi e Canada, secondo nel Regno Unito ed Australia, terzo negli Stati Uniti e sesto in Nuova Zelanda.
Il singolo Sandy raggiunge la seconda posizione nel Regno Unito e la quinta in Olanda.
Il brano Greased Lightnin' arriva al quarto posto in Olanda.

## Versione vinile
Lato 1
1. Grease – 3:23
(Scritta da Barry Gibb)
Cantata da Frankie Valli
(Prodotta da Barry Gibb, Albhy Galuten e Karl Richardson)
2. Summer Nights – 3:35
(Scritta da Jim Jacobs e Warren Casey)
Cantata da John Travolta, Olivia Newton-John e Cast
3. Hopelessly Devoted to You – 3:00
(Scritta e prodotta da John Farrar)
Cantata da Olivia Newton-John
4. You're the One That I Want – 2:49
(Scritta e prodotta da John Farrar)
Cantata da John Travolta e Olivia Newton-John
5. Sandy  – 2:30
(Scritta da Louis St. Louis e Scott Simon)
Cantata da John Travolta
Prodotta da John Farrar

Lato 2
1. Beauty School Dropout – 4:02
(Scritta da Jim Jacobs e Warren Casey)
Cantata da Frankie Avalon
2. Look at Me, I'm Sandra Dee – 1:38
(Scritta da Jim Jacobs e Warren Casey)
Cantata da Stockard Channing
3. Greased Lightnin' – 3:14
(Scritta da Jim Jacobs e Warren Casey)
Cantata da John Travolta e Jeff Conaway
4. It's Raining on Prom Night – 2:57
(Scritta da Jim Jacobs e Warren Casey)
Cantata da Cindy Bullens
5. Alone at the Drive-in Movie – 2:22
(Scritta da Jim Jacobs e Warren Casey)
(strumentale)
Prodotta da John Farrar
6. Blue Moon – 4:02
(Scritta da Richard Rodgers e Lorenz Hart)
Cantata da Sha Na Na

Lato 3
1. Rock n' Roll is Here to Stay – 2:00
(Scritta da Dave White)
Cantata da Sha Na Na
2. Those Magic Changes – 2:15
(Scritta da Jim Jacobs e Warren Casey)
Cantata da Sha Na Na
3. Hound Dog – 1:23
(Scritta da Jerry Leiber e Mike Stoller)
Cantata da Sha Na Na
4. Born to Hand-Jive – 4:39
(Scritta da Jim Jacobs e Warren Casey)
Cantata da Sha Na Na
5. Tears on My Pillow – 2:06
(Scritta da Sylvester Bradford e Al Lewis)
Cantata da Sha Na Na
6. Mooning – 2:12
(Scritta da Jim Jacobs e Warren Casey)
Cantata da Louis St. Louis & Cindy Bullens

Lato 4
1. Freddy, My Love – 2:40
(Scritta da Jim Jacobs e Warren Casey)
Cantata da Cindy Bullens
2. Rock n' Roll Party Queen – 2:08
(Scritta da Jim Jacobs e Warren Casey)
Cantata da Louis St. Louis
3. There Are Worse Things I Could Do – 2:18
(Scritta da Jim Jacobs e Warren Casey)
Cantata da Stockard Channing
4. Look at Me, I'm Sandra Dee (Reprise) – 1:20
(Scritta da Jim Jacobs e Warren Casey)
Cantata da Olivia Newton-John
Prodotta da John Farrar
5. We Go Together – 3:14
(Scritta da Jim Jacobs e Warren Casey)
Cantata da John Travolta, Olivia Newton-John e Cast
6. Love Is a Many-Splendored Thing – 2:22
(Scritta da Sammy Fain e Paul Francis Webster)
(strumentale)
7. Grease (Reprise) – 3:23
(Scritta da Barry Gibb)
Cantata da Frankie Valli
(Prodotta da Barry Gibb, Albhy Galuten e Karl Richardson)

## Versione CD
CD 1
1. Grease - Frankie Valli
2. Summer Nights - Olivia Newton-John / John Travolta / Cast
3. Hopelessly Devoted To You - Olivia Newton-John
4. You're The One That I Want - Olivia Newton-John / John Travolta / Cast
5. Sandy - John Travolta
6. Beauty School Drop-Out - Frankie Avalon
7. Look At Me, I'm Sandra Dee - Stockard Channing
8. Greased Lightnin' - John Travolta / Cast
9. It's Raining On Prom Night - Cindy Bullens
10. Alone At The Drive-In Movie (strumentale)
11. Blue Moon - Sha-Na-Na
12. Rock N' Roll Is Here To Stay - Sha-Na-Na
13. Those Magic Changes - Sha-Na-Na
14. Hound Dog - Sha-Na-Na
15. Born To Hand-Jive - Sha-Na-Na
16. Tears On My Pillow - Sha-Na-Na
17. Mooning - Cindy Bullens
18. Freddy, My Love - Cindy Bullens / Louis St. Louis
19. Rock N' Roll Party Queen - Louis St. Louis
20. There Are Worse Things I Could Do - Stockard Channing
21. Look At Me, I'm Sandra Dee (Reprise) - Olivia Newton-John
22. We Go Together - Olivia Newton-John / John Travolta / Cast
23. Love Is A Many Splendored Thing (strumentale)
24. Grease (Reprise) - Frankie Valli

CD 2
1. Grease (strumentale Version) - (originally the "b-side" of the Frankie Valli version.)
2. Summer Nights (Sing-A-Long Version) - (karaoke-style)
3. Hopelessly Devoted To You (Sing-A-Long Version) - (karaoke-style)
4. You're The One That I Want (Sing-A-Long Version) - (karaoke-style)
5. Sandy (Sing-A-Long Version) - (karaoke-style)
6. Greased Lightnin' (Single Version) - John Travolta / Cast - (edited "clean" version)
7. Rydell Fight Song (strumentale)
8. Greased Up And Ready To Go (strumentale)
9. Grease Megamix: You're The One That I Want/Greased Lightnin'/Summer Nights - Olivia Newton-John / John Travolta / Cast - (originally released in 1998.)
10. Grease Dream Mix: Grease/Sandy/Hopelessly Devoted To You - Olivia Newton-John / John Travolta / Cast
11. Summer Nights (Martian Remix) - Olivia Newton-John / John Travolta / Cast
12. You're The One That I Want (Martian Remix) - Olivia Newton-John / John Travolta / Cast

## Musicisti
- Batteria: Ollie E. Brown, Carlos Vega, Cubby O'Brien, Ron Ziegler
- Basso: Mike Porcaro, David Hungate, Max Bennett, David Allen Ryan, Wm. J. Bodine, Dean Cortez, Harold Cowart
- Chitarra: John Farrar, Tim May ("Born to Hand Jive"), Jay Graydon, Lee Ritenour, Dan Sawyer, Bob Rose, Dennis Budimir, Tommy Tedesco, Cliff Morris, Joey Murcia, Peter Frampton ("Grease")
- Tastiera: Louis St. Louis, Greg Mathieson, Mike Land, Lincoln Majorca, Thomas Garvin, Bhen Lanzarone, George Bitzer
- Sassofono: Ray Pizzi ("We Go Together" & "Greased Lightnin'"), Ernie Watts ("There Are Worse Things I Could Do" & "Alone At A Drive-In Movie"), Jerome Richardson, John Kelson, Jr.
- Tromba: Albert Aarons, Robert Bryant
- Trombone: Lloyd Ulgate
- Percussioni: Eddie "Bongo" Brown, Larry Bunker, Victor Feldman, Antoine Dearborn
- Harp: Dorothy Remsen, Gayle Levant
- Concertmaster: James Getzoff
- Consulenza: Carl Fortina
- Copyist: Bob Borenstein
- Cori: Curt Becher, Paulette K. Brown, Beau Charles, Carol Chase, Kerry Chater, Loren Farber, John Farrar, Venetta Fields, Gerald Garrett, Jim Gilstrap, Mitch Gordon, Jim Haas, Petty Henderson, Ron Kicklin, Diana Lee, John Lehman, Maxayn Lewis, Melissa MacKay, Myrna Matthews, Marti McCall, Gene Merlino, Gene Morford, Lisa Roberts, Sally Stevens, Zedrick Turnbough, Jackie Ward, M. Ann White, Jerry Whitman

## Classifiche

### Classifiche settimanali
| Classifica (1978-98) | Posizione massima |
| -------------------- | ----------------- |
| Australia            | 1                 |
| Austria              | 1                 |
| Belgio (Fiandre)     | 3                 |
| Belgio (Vallonia)    | 6                 |
| Canada               | 1                 |
| Danimarca            | 12                |
| Finlandia            | 1                 |
| Francia              | 1                 |
| Germania             | 1                 |
| Giappone             | 1                 |
| Italia               | 1                 |
| Norvegia             | 1                 |
| Nuova Zelanda        | 1                 |
| Paesi Bassi          | 1                 |
| Regno Unito          | 1                 |
| Spagna               | 1                 |
| Stati Uniti          | 1                 |
| Svezia               | 1                 |
| Svizzera             | 1                 |

### Classifiche di fine anno
| Classifica (1978) | Posizione |
| ----------------- | --------- |
| Australia         | 3         |
| Austria           | 5         |
| Canada            | 4         |
| Francia           | 3         |
| Germania          | 12        |
| Italia            | 2         |
| Nuova Zelanda     | 2         |
| Paesi Bassi       | 2         |
| Regno Unito       | 2         |
| Stati Uniti       | 2         |
| Classifica (1979) | Posizione |
| Austria           | 11        |
| Stati Uniti       | 20        |
| Classifica (1991) | Posizione |
| Australia         | 9         |
| Paesi Bassi       | 3         |
| Classifica (1998) | Posizione |
| Australia         | 25        |

## Curiosità
- Il gruppo americano Mr. Bungle rivisitò il ritornello del tema principale di Grease per comporre quello della loro Quote Unquote.
- Tra i musicisti suona Max Bennett, che ha lavorato anche con Peggy Lee, Bill LaBounty, Otis Spann, Ry Cooder, Barry Mann, José Feliciano, George Harrison, Barbra Streisand, Art Garfunkel.